# Smuka
Smuka je naselje v občini Kočevje.